# Посвећење пролећа
Посвећење пролећа (фр. Le Sacre du printemps, рус. Весна священная) је балет у два чина Игора Стравинског из 1913. Поднаслов балета је „Слике из паганске Русије” (фр. Tableaux de la Russie païenne). 
Балет је имао премијеру 29. маја 1913. на сцени Театра на Јелисејским пољима (фр. Théâtre des Champs-Élysées) у кореографији Вацлава Нижинског и продукцији Руског балета (фр. Ballets Russes) Сергеја Дјагиљева. Аутор либрета, декорације и костима био је Николај Рерих. Прво извођење је изазвало необично бурне реакције публике које су прерасле у најпознатије нереде у историји класичне музике. 

## Теме
Посвећење пролећа је серија епизода које приказују дивљи пагански пролетњи ритуал, како је то описао сам Стравински. 
Први део: дивљење земљи
- увод
- весници пролећа, плесови младих девојака
- ритуал отимања (фр. Jeu du rapt)
- пролетња кола (фр. Rondes printanières)
- ритуал ривалских племена (фр. Jeu des cités rivales)
- процесија мудраца (фр. Cortège du sage)
- мудрац (фр. Le sage)
- земљин плес (фр. Danse de la terre)

Други део: жртва
- увод
- мистични кругови младих девојака
- глорификација одабране (фр. Glorification de l'Élue)
- реинкарнација предака
- ритуал предака
- жртвени плес (одабрана) (фр. Danse sacrale (l'Élue))